# 아라카와 나오시
아라카와 나오시 (新川 直司, あらかわ なおし)는 일본의 만화가이다.

## 내력
어렸을 때부터 근육맨이나 북두의 권 등의 근육을 자세하게 묘사한 만화를 좋아했지만, 당시에는 전문 만화가가 될 생각은 하지 않았다.대학에 진학한 후 만난 친구에게 자극을 받아 만화를 혼자 그리기 시작해 만화잡지상에 응모하게 되고, "월간 소년 매거진 챌린지 대상" 응모작으로 담당자에게 눈도장을 찍게 되어 만화 제작 노하우를 배우게 된다.
2007년, 월간 소년 매거진의 츠지무라 미즈키 원작의 차가운 교사 때는 멈춘다 (冷たい校舎の時は止まる)의 커미컬라이즈 연재를 시작으로,2009년부터 매거진 이노에서 여자 축구를 소재로 한 첫 오리지널 작품 "안녕 풋볼"(さよならフットボール)을 연재 개시한다.
2011년부터 월간 소년 매거진에서 음악을 소재로 한 4월은 너의 거짓말을 연재, 이 작품은 2012년도 만화대상 노미네이트, 2013년 고단샤 만화상 소년부문을 수상하여 2014년 10월부터 TV 애니메이션화 되어, 2016년 9월에는 실사 영화로 만들어졌다.
2016년부터 월간 소년 매거진에서 "안녕 나의 크라머"(さよなら私のクラマー)를 연재 개시,2020년 12월에 완결되었다.
2022년 주간 소년 매거진에서 "아트와이트 게임"(アトワイトゲーム)을 연재했다.

## 작품 목록

### 연재
- 차가운 교사 때는 멈춘다 (冷たい校舎の時は止まる, 원작：츠지무라 미츠키 (辻村深月), 월간 소년 매거진, 2007년 - 2008년)
- 굿바이 풋볼 (さよならフットボール, 이노 매거진, 2009년 - 2010년, 단행본 전 2권）
- 4월은 너의 거짓말 (월간 소년 매거진, 2011년 - 2015년, 단행본 전 11권)
- 안녕 나의 크라머 (さよなら私のクラマー, 월간 소년 매거진, 2016년 6월호 - 2021년 1월호, 단행본 전 14권)
- 아트와이트 게임 (アトワイトゲーム, 주간 소년 매거진, 2022년 44호 - 2023년 19호, 단행본 전 3권)

### 기타
- Occultic;Nine -오컬틱나인- (-オカルティック・ナイン-), 제 5화 엔드카드